# SC Rotor Volgograd
Pour les articles homonymes, voir Rotor.
Le SC Rotor Volgograd est un club omnisports russe fondé en 1929 et basé à Volgograd. Il est principalement connu pour ses sections de football  et de handball.

## Historique du club
- 1929 : Le club est fondé sous le nom de Traktor Stalingrad (Трактор Сталинград) par le groupe Traktorostroitel.
- 1948 : Le Traktor est renommé Torpedo (Торпедо).
- 1958 : Le club récupère le nom de Traktor.
- 1961 : La ville devient Volgograd (Волгоград).
- 1970 : Rachat du club par une acierie, le club devient Stal (Сталь).
- 1972 : Le club est renommé Barrikady (Баррикады)
- 1975 : Le club devient le Rotor (Ротор)

## Section football

### Palmarès
- Championnat de Russie :
  - Vice-champion : 1993 et 1997
- Coupe de Russie de football :
  - Finaliste : 1995

## Section de handball féminin

### Palmarès
- Coupe des Villes (1) :
  - Vainqueur : 1995
- Supercoupe d'Europe (1) :
  - Vainqueur : 1995

## Section football de plage
La section football de plage du Rotor Volgograd finit second du championnat de Russie de football de plage en 2013.